# Cymbalophora flavescens
Cymbalophora flavescens är en fjärilsart som beskrevs av Charles Oberthür 1910. Cymbalophora flavescens ingår i släktet Cymbalophora och familjen björnspinnare. Inga underarter finns listade i Catalogue of Life.